# Michael Ammermüller

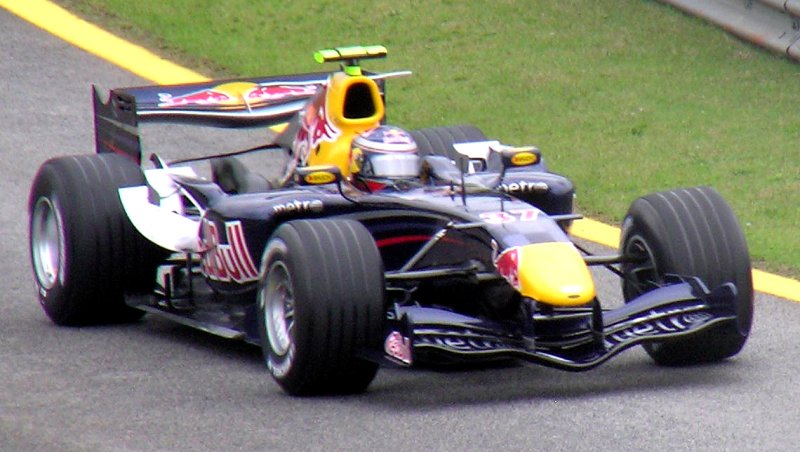
Michael Ammermüller podczas treningu przed Grand Prix Brazylii 2006

Michael Ammermüller (ur. 14 lutego 1986 w Pocking) – niemiecki kierowca wyścigowy.

## Życiorys

### Początki kariery
Michael swoją przygodę ze sportem motorowym rozpoczął w Niemieckiej Formule 3 w roku 2004. W zespole Jenzer Motorsport poradził sobie bardzo dobrze, będąc ostatecznie sklasyfikowanym na 3. pozycji w ogólnej klasyfikacji.
Poza tym, również w tym zespole, brał udział w europejskiej oraz włoskiej Formule Renault (w pierwszej z nich został sklasyfikowany na 11. pozycji). Sezon później wystartował ze szwajcarską ekipą w pełnym cyklu. Ammermüller w obu seriach spisał się znakomicie, sięgając dwukrotne po tytuł wicemistrzowski.

### GP2 i Formuła 1
Dobre wyniki przykuły uwagę szefostwa Red Bull Racing, który przyjął go do programu rozwoju młodych kierowców. W ten też sposób został kierowcą testowym tego teamu w latach 2006–2007 (mimo to nie było mu dane zadebiutować w tej ekipie, a jego największym osiągnięciem było trzykrotne uczestnictwo w treningach, w roku 2006).
W tym samym czasie startował w serii GP2, będącej bezpośrednim przedsionkiem Formuły 1, w zespole Arden International. Od razu zrobił na wszystkich spore wrażenie, wygrywając w swoim zaledwie drugim wyścigu. Mimo iż w dalszej części sezonu nie było już tak dobrze, Niemiec mógł cieszyć z ostatecznych wyników, które uzyskał (11. lokata z dorobkiem 25 punktów).
Dzięki zachęcającym rezultatom, Michael dostał szansę angażu w mistrzowskiej stajni ART Grand Prix. Słabsza dyspozycja zespołu oraz kontuzja Niemca spowodowały, że ani razu nie zdołał zapunktować. W wyniku tej sytuacji został zastąpiony przez innego kierowcę juniorskiego Red Bulla – Szwajcara, Sébastiena Buemiego.
Po tym wydarzeniu Niemiec znalazł jednak dla siebie miejsce w World Series by Renault, gdzie jeździł w zastępstwie swojego rodaka – Sebastiana Vettela, który awansował do Formuły 1. Po zaledwie pięciu eliminacjach ponownie utracił posadę – tym razem na rzecz Kanadyjczyka, Roberta Wickensa.
Ammermüller postanowił wziąć udział w narodowej ekipie Niemiec w A1 Grand Prix (odbywającym się w przerwie zimowej). Pobyt w tym serialu mógł zaliczyć do całkiem udanych. Pokaźna suma 41 punktów z dorobkiem jednego zwycięstwa i pole position na torze w Chinach, dała jego zespołowi 8. miejsce w klasyfikacji generalnej.
W roku 2008 wystartował w International Formula Master, gdzie już w pierwszym sezonie startów walczył o tytuł. Ostatecznie jednak musiał pogodzić się z 3. lokatą w końcowej klasyfikacji. Na przełomie 2008 i 2009 roku Niemiec wystartował w dwóch rundach A1 Grand Prix, jednakże w żadnej z nich nie zdobył punktów.

## Wyniki

### GP2
| Legenda oznaczeń w tabelach wyników Wyświetl szablon na nowej stronie | Legenda oznaczeń w tabelach wyników Wyświetl szablon na nowej stronie                                                                     |
| Oznaczenie                                                            | Wyjaśnienie |
| --------------------------------------------------------------------- | --- |
| Złoty                                                                 | Zwycięzca lub mistrzostwo |
| Srebrny                                                               | 2. miejsce lub wicemistrzostwo |
| Brązowy                                                               | 3. miejsce lub II wicemistrzostwo |
| Zielony                                                               | Ukończył, punktował (w klasyfikacji generalnej, gdy zdobył co najmniej jeden punkt na przestrzeni sezonu, poza trzema powyższymi opcjami) |
| Niebieski                                                             | Ukończył, nie punktował (w klasyfikacji generalnej, gdy nie zdobył co najmniej jednego punktu na przestrzeni sezonu)                      |
| Czerwony                                                              | Nie zakwalifikował się (NZ) |
| Czerwony                                                              | Nie prekwalifikował się (NPK) |
| Różowy                                                                | Nie ukończył (NU) |
| Różowy                                                                | Niesklasyfikowany (NS) (w klasyfikacji generalnej, gdy nie został sklasyfikowany w żadnym wyścigu sezonu)                                 |
| Czarny                                                                | Zdyskwalifikowany (DK) |
| Czarny                                                                | Wykluczony (WYK/EX) |
| Biały                                                                 | Nie wystartował (NW) |
| Biały                                                                 | Kontuzjowany (K/INJ) |
| Biały                                                                 | Wyścig odwołany (OD/C) |
| Bez koloru                                                            | Został wycofany (WYC/WD) |
| Bez koloru                                                            | Nie przybył (NP/DNA) |
| Bez koloru                                                            | Nie brał udziału w treningach (NT/DNP) |
| Bez koloru                                                            | Nie został zgłoszony (–) |
| Pogrubienie                                                           | Start z pole position |
| Kursywa                                                               | Najszybsze okrążenie wyścigu |
| †                                                                     | Nie ukończył, ale jego rezultat został zaliczony ze względu na przejechanie więcej niż 90% dystansu wyścigu.                              |
| *                                                                     | Sezon w trakcie |
| 1/2/3                                                                 | Punktowana pozycja w sprincie kwalifikacyjnym                                                                                             |
| Lista systemów punktacji Formuły 1                                    | |

| Rok  | Zespół              | Wyniki w poszczególnych eliminacjach | Wyniki w poszczególnych eliminacjach | Wyniki w poszczególnych eliminacjach | Wyniki w poszczególnych eliminacjach | Wyniki w poszczególnych eliminacjach | Wyniki w poszczególnych eliminacjach | Wyniki w poszczególnych eliminacjach | Wyniki w poszczególnych eliminacjach | Wyniki w poszczególnych eliminacjach | Wyniki w poszczególnych eliminacjach | Wyniki w poszczególnych eliminacjach | Wyniki w poszczególnych eliminacjach | Wyniki w poszczególnych eliminacjach | Wyniki w poszczególnych eliminacjach | Wyniki w poszczególnych eliminacjach | Wyniki w poszczególnych eliminacjach | Wyniki w poszczególnych eliminacjach | Wyniki w poszczególnych eliminacjach | Wyniki w poszczególnych eliminacjach | Wyniki w poszczególnych eliminacjach | Wyniki w poszczególnych eliminacjach | Punkty | Pozycja |
| ---- | ------------------- | ------------------------------------ | ------------------------------------ | ------------------------------------ | ------------------------------------ | ------------------------------------ | ------------------------------------ | ------------------------------------ | ------------------------------------ | ------------------------------------ | ------------------------------------ | ------------------------------------ | ------------------------------------ | ------------------------------------ | ------------------------------------ | ------------------------------------ | ------------------------------------ | ------------------------------------ | ------------------------------------ | ------------------------------------ | ------------------------------------ | ------------------------------------ | ------ | ------- |
| 2006 | Arden International | VAL                                  | VAL                                  | SMR                                  | SMR                                  | NÜR                                  | NÜR                                  | ESP                                  | ESP                                  | MON                                  | GBR                                  | GBR                                  | FRA                                  | FRA                                  | HOC                                  | HOC                                  | HUN                                  | HUN                                  | TUR                                  | TUR                                  | ITA                                  | ITA                                  | 25     | 11      |
| 2006 | Arden International | 7                                    | 1                                    | 2                                    | NU                                   | 10                                   | 6                                    | 3                                    | 8                                    | 7                                    | NU                                   | NU                                   | 12                                   | 8                                    | 9                                    | NU                                   | NU                                   | 11                                   | 13                                   | NU                                   | 12                                   | NU                                   | 25     | 11      |
| 2007 | ART Grand Prix      | BHR                                  | BHR                                  | ESP                                  | ESP                                  | MON                                  | FRA                                  | FRA                                  | GBR                                  | GBR                                  | DEU                                  | DEU                                  | HUN                                  | HUN                                  | TUR                                  | TUR                                  | ITA                                  | ITA                                  | BEL                                  | BEL                                  | VAL                                  | VAL                                  | 1      | 26      |
| 2007 | ART Grand Prix      | 10                                   | 7                                    | -                                    | -                                    | -                                    | NU                                   | 19                                   | 10                                   | 12                                   | -                                    | -                                    | -                                    | -                                    | -                                    | -                                    | -                                    | -                                    | -                                    | -                                    | -                                    | -                                    | 1      | 26      |

### Formuła Renault 3.5
| Legenda oznaczeń w tabelach wyników Wyświetl szablon na nowej stronie | Legenda oznaczeń w tabelach wyników Wyświetl szablon na nowej stronie                                                                     |
| Oznaczenie                                                            | Wyjaśnienie |
| --------------------------------------------------------------------- | --- |
| Złoty                                                                 | Zwycięzca lub mistrzostwo |
| Srebrny                                                               | 2. miejsce lub wicemistrzostwo |
| Brązowy                                                               | 3. miejsce lub II wicemistrzostwo |
| Zielony                                                               | Ukończył, punktował (w klasyfikacji generalnej, gdy zdobył co najmniej jeden punkt na przestrzeni sezonu, poza trzema powyższymi opcjami) |
| Niebieski                                                             | Ukończył, nie punktował (w klasyfikacji generalnej, gdy nie zdobył co najmniej jednego punktu na przestrzeni sezonu)                      |
| Czerwony                                                              | Nie zakwalifikował się (NZ) |
| Czerwony                                                              | Nie prekwalifikował się (NPK) |
| Różowy                                                                | Nie ukończył (NU) |
| Różowy                                                                | Niesklasyfikowany (NS) (w klasyfikacji generalnej, gdy nie został sklasyfikowany w żadnym wyścigu sezonu)                                 |
| Czarny                                                                | Zdyskwalifikowany (DK) |
| Czarny                                                                | Wykluczony (WYK/EX) |
| Biały                                                                 | Nie wystartował (NW) |
| Biały                                                                 | Kontuzjowany (K/INJ) |
| Biały                                                                 | Wyścig odwołany (OD/C) |
| Bez koloru                                                            | Został wycofany (WYC/WD) |
| Bez koloru                                                            | Nie przybył (NP/DNA) |
| Bez koloru                                                            | Nie brał udziału w treningach (NT/DNP) |
| Bez koloru                                                            | Nie został zgłoszony (–) |
| Pogrubienie                                                           | Start z pole position |
| Kursywa                                                               | Najszybsze okrążenie wyścigu |
| †                                                                     | Nie ukończył, ale jego rezultat został zaliczony ze względu na przejechanie więcej niż 90% dystansu wyścigu.                              |
| *                                                                     | Sezon w trakcie |
| 1/2/3                                                                 | Punktowana pozycja w sprincie kwalifikacyjnym                                                                                             |
| Lista systemów punktacji Formuły 1                                    | |

| Rok  | Zespół            | Wyniki w poszczególnych eliminacjach | Wyniki w poszczególnych eliminacjach | Wyniki w poszczególnych eliminacjach | Wyniki w poszczególnych eliminacjach | Wyniki w poszczególnych eliminacjach | Wyniki w poszczególnych eliminacjach | Wyniki w poszczególnych eliminacjach | Wyniki w poszczególnych eliminacjach | Wyniki w poszczególnych eliminacjach | Wyniki w poszczególnych eliminacjach | Wyniki w poszczególnych eliminacjach | Wyniki w poszczególnych eliminacjach | Wyniki w poszczególnych eliminacjach | Wyniki w poszczególnych eliminacjach | Wyniki w poszczególnych eliminacjach | Wyniki w poszczególnych eliminacjach | Wyniki w poszczególnych eliminacjach | Punkty | Pozycja |
| ---- | ----------------- | ------------------------------------ | ------------------------------------ | ------------------------------------ | ------------------------------------ | ------------------------------------ | ------------------------------------ | ------------------------------------ | ------------------------------------ | ------------------------------------ | ------------------------------------ | ------------------------------------ | ------------------------------------ | ------------------------------------ | ------------------------------------ | ------------------------------------ | ------------------------------------ | ------------------------------------ | ------ | ------- |
| 2007 | Carlin Motorsport | ITA                                  | ITA                                  | DEU                                  | DEU                                  | MON                                  | HUN                                  | HUN                                  | BEL                                  | BEL                                  | GBR                                  | GBR                                  | FRA                                  | FRA                                  | PRT                                  | PRT                                  | ESP                                  | ESP                                  | 12     | 22      |
| 2007 | Carlin Motorsport | -                                    | -                                    | -                                    | -                                    | -                                    | -                                    | -                                    | 10                                   | NW                                   | 6                                    | 5                                    | NU                                   | 15                                   | -                                    | -                                    | -                                    | -                                    | 12     | 22      |

### Podsumowanie
| Sezon   | Seria                                    | Zespół                         | Wyścigi          | PP               | Zwycięstwa       | Punkty           | Pozycja          |                  |                  |
| ------- | ---------------------------------------- | ------------------------------ | ---------------- | ---------------- | ---------------- | ---------------- | ---------------- | ---------------- | ---------------- |
| 2004    | Europejski Puchar Formuły Renault 2000   | Jenzer Motorsport              |                  | 0                | 0                | 64               | 11               |                  |                  |
| 2004    | Niemiecka Formuła Renault                | Jenzer Motorsport              |                  | 1                | 0                | 238              | 3                |                  |                  |
| 2004    | Włoska Formuła Renault                   | Jenzer Motorsport              | 2                | 2                | 0                |                  |                  |                  |                  |
| 2005    | Europejski Puchar Formuły Renault 2.0    | Jenzer Motorsport              |                  | 6                | 6                | 149              | 2                |                  |                  |
| 2005    | Włoska Formuła Renault                   | Jenzer Motorsport              |                  | 1                | 3                | 266              | 2                |                  |                  |
| 2006    | Seria GP2                                | Arden International            | 21               | 0                | 1                | 25               | 11               |                  |                  |
| 2006    | Formuła 1                                | Red Bull Racing                | Kierowca testowy | Kierowca testowy | Kierowca testowy | Kierowca testowy | Kierowca testowy | Kierowca testowy | Kierowca testowy |
| 2007    | Seria GP2                                | ART Grand Prix                 | 6                | 0                | 0                | 1                | 26               |                  |                  |
| 2007    | Formula Renault 3.5                      | Carlin Motorsport              |                  | 1                | 0                | 12               | 22               |                  |                  |
| 2007    | Formuła 1                                | Red Bull Racing                | Kierowca testowy | Kierowca testowy | Kierowca testowy | Kierowca testowy | Kierowca testowy | Kierowca testowy | Kierowca testowy |
| 2007-08 | A1 Grand Prix                            | A1 Team Germany                | 14               | 1                | 1                | 41               | 8                |                  |                  |
| 2008    | Międzynarodowa Formuła Master            | Iris Project                   | 16               | 0                | 1                | 74               | 3                |                  |                  |
| 2008-09 | A1 Grand Prix                            | A1 Team Germany                | 4                | 0                | 0                | 2                | 21               |                  |                  |
| 2010    | ADAC GT Masters                          | Team Rosberg                   | 0                | 0                | 0                | 28               | 12               |                  |                  |
| 2012    | Porsche Supercup                         | Veltins Lechner Racing         | 10               | 0                | 0                | 103              | 6                |                  |                  |
| 2013    | Porsche Supercup                         | Lechner Racing                 | 9                | 0                | 0                | 115              | 3                |                  |                  |
| 2014    | Porsche Supercup                         | Lechner Racing Team            | 10               | 0                | 1                | 114              | 3                |                  |                  |
| 2014    | Niemiecki Puchar Porsche Carrera         | QPOD Walter Lechner Racing     | 18               | 6                | 6                | 231              | 2                |                  |                  |
| 2015    | Porsche Supercup                         | Lechner Racing Middle East     | 10               | 1                | 3                | 124              | 3.               |                  |                  |
| 2015    | Niemiecki Puchar Porsche Carrera Klasa A | The Heart of Racing by Lechner | 17               | 0                | 0                | 158              | 4                |                  |                  |
| 2015    | VLN Endurance - CUP2                     | Lechner Racing Team            | 1                | 0                | 0                | 7                | NS               |                  |                  |
| 2015    | Seria NGK Racing - Klasa 6               |                                | 2                | 1                | 2                | 0                | NS               |                  |                  |

† - Ammermüller nie był zaliczany do klasyfikacji.